# Jon Åge Tyldum
Jon Åge Tyldum (ur. 26 października 1968 w Snåsa) – norweski biathlonista, wielokrotny medalista mistrzostw świata oraz dwukrotny zdobywca Pucharu Świata.

## Kariera
Pierwsze sukcesy w karierze osiągnął w 1988 roku, kiedy zdobył srebrne medale w sprincie i sztafecie na mistrzostwach świata juniorów w Chamonix.
W Pucharze Świata zadebiutował 18 stycznia 1987 roku w Anterselvie, kiedy zajął szóste miejsce w sztafecie. Pierwsze punkty zdobył 18 marca 1989 roku w Steinkjer, zajmując 18. miejsce w sprincie. Na podium zawodów tego cyklu pierwszy raz stanął 25 stycznia 1992 roku w Anterselvie, kończąc rywalizację w sprincie na trzeciej pozycji. W zawodach tych wyprzedzili go jedynie Aleksandr Popow z Białorusi i Niemiec Ricco Groß. W kolejnych startach jeszcze siedem razy stawał na podium, odnosząc przy tym dwa zwycięstwa: 13 marca 1993 roku w Östersund i 10 grudnia 1994 roku w Bad Gastein wygrywał sprinty. Najlepsze wyniki osiągnął w sezonie 1991/1992, kiedy zwyciężył w klasyfikacji generalnej oraz klasyfikacji biegu indywidualnego. Klasyfikację generalną wygrał także w sezonie 1994/1995, jednak w klasyfikacji biegu indywidualnego był tym razem trzeci.
Wśród seniorów pierwsze medale zdobył w 1991 roku, zajmując drugie miejsce w biegu drużynowym i trzecie w sztafecie podczas mistrzostw świata w Lahti. Na rozgrywanych rok później mistrzostwach świata w Nowosybirsku reprezentacja Norwegii w składzie: Frode Løberg, Jon Åge Tyldum, Sylfest Glimsdal i Gisle Fenne wywalczyła kolejny srebrny medal w biegu drużynowym. Następnie zdobył srebrny medal w sprincie na mistrzostwach świata w Borowcu w 1993 roku. W zawodach tych rozdzielił na podium Niemca Marka Kirchnera i Rosjanina Siergieja Tarasowa. Kolejne dwa medale przywiózł z mistrzostw świata w Anterselvie w 1995 roku. Najpierw razem z Dagiem Bjørndalenem, Frode Andresenem i Halvardem Hanevoldem zwyciężył w biegu drużynowym, zdobywając pierwszy w historii złoty medal dla Norwegii w tej konkurencji. Dwa dni później Tyldum zajął drugie miejsce w biegu indywidualnym, przegrywając tylko z Polakiem Tomaszem Sikorą. Ostatni medal zdobył na mistrzostwach świata w Osrblie w 1997 roku, gdzie wraz z kolegami z reprezentacji zajął drugie miejsce w szfafecie.
W 1992 roku wystartował na igrzyskach olimpijskich w Albertville, gdzie w swoim jedynym starcie zajął 34. miejsce w sprincie. Brał też udział w igrzyskach w Lillehammer dwa lata później, zajmując 52. miejsce w biegu indywidualnym, 25. miejsce w sprincie i siódme w sztafecie.

## Osiągnięcia

### Igrzyska olimpijskie
| Rok  | Miejscowość | Konkurencje | Konkurencje | Konkurencje | Konkurencje | Konkurencje | Konkurencje | Konkurencje |
| Rok  | Miejscowość | IN          | SP          | PU          | MS          | RL          | MR          | SR          |
| ---- | ----------- | ----------- | ----------- | ----------- | ----------- | ----------- | ----------- | ----------- |
| 1992 | Albertville | –           | 34.         | nd.         | nd.         | –           | nd.         | –           |
| 1994 | Lillehammer | 52.         | 25.         | nd.         | nd.         | 7.          | nd.         | –           |

### Mistrzostwa świata
| Rok  | Miejscowość | Konkurencje | Konkurencje | Konkurencje | Konkurencje | Konkurencje | Konkurencje | Konkurencje |
| Rok  | Miejscowość | IN          | SP          | PU          | MS          | RL          | MR          | SR          |
| ---- | ----------- | ----------- | ----------- | ----------- | ----------- | ----------- | ----------- | ----------- |
| 1991 | Lahti       | 16.         | –           | nd.         | nd.         | 3.          | nd.         | –           |
| 1992 | Nowosybirsk | nd.         | nd.         | nd.         | nd.         | nd.         | nd.         | –           |
| 1993 | Borowec     | 16.         | 2.          | nd.         | nd.         | 9.          | nd.         | –           |
| 1995 | Anterselva  | 2.          | 11.         | nd.         | nd.         | 5.          | nd.         | –           |
| 1996 | Ruhpolding  | 14.         | 35.         | nd.         | nd.         | –           | nd.         | –           |
| 1997 | Osrblie     | 8.          | –           | –           | nd.         | 2.          | nd.         | –           |

### Puchar Świata

#### Miejsca w klasyfikacji generalnej
| Sezon     | Miejsce |
| --------- | ------- |
| 1986/1987 | -       |
| 1987/1988 | -       |
| 1988/1989 | 60.     |
| 1989/1990 | 37.     |
| 1990/1991 | 14.     |
| 1991/1992 | 1.      |
| 1992/1993 | 9.      |
| 1993/1994 | 24.     |
| 1994/1995 | 1.      |
| 1995/1996 | 18.     |
| 1996/1997 | 29.     |
| 1997/1998 | 62.     |

#### Miejsca na podium chronologicznie
| Lp. | Dzień       | Rok  | Miejscowość | Konkurencja                | Lokata | Pudła   | Czas biegu | Strata  | Zwycięzca             |
| --- | ----------- | ---- | ----------- | -------------------------- | ------ | ------- | ---------- | ------- | --------------------- |
| 1.  | 25 stycznia | 1992 | Anterselva  | Sprint na 10 km            | 3.     | 1+0     | 27:04,3    | +42,4   | Aleksandr Popow       |
| 2.  | 12 marca    | 1992 | Fagernes    | Sprint na 10 km            | 2.     | 1+0     | 30:54,0    | +6,0    | Patrice Bailly-Salins |
| 3.  | 14 marca    | 1992 | Fagernes    | Bieg indywidualny na 20 km | 2.     | 0+1+0+1 | 1:01:59,0  | +1:50,0 | Geir Einang           |
| 4.  | 19 grudnia  | 1992 | Pokljuka    | Sprint na 10 km            | 2.     | 0+0     | 26:32,6    | +22,7   | Mark Kirchner         |
| 5.  | 13 lutego   | 1993 | Borowec     | Sprint na 10 km            | 2.     | 1+0     | 27:30,5    | +14,4   | Mark Kirchner         |
| 6.  | 13 marca    | 1993 | Östersund   | Sprint na 10 km            | 1.     | 0+0     | 30:16,9    | –       | –                     |
| 7.  | 17 marca    | 1994 | Canmore     | Bieg indywidualny na 20 km | 3.     | 0+1+0+0 | 54:15,0    | +4,0    | Hubert Leitgeb        |
| 8.  | 10 grudnia  | 1994 | Bad Gastein | Sprint na 10 km            | 1.     | 0+0     | 30:01,8    | –       | –                     |
| 9.  | 16 lutego   | 1995 | Anterselva  | Bieg indywidualny na 20 km | 2.     | 0+0+0+0 | 1:01:36,0  | +34,6   | Tomasz Sikora         |